# 2018 en radio en France
Cet article est spécifique à la France, pour un article plus général, voir 2018 à la radio.
Cet article concerne les stations de radio et ne traite ni des webradios ni des podcasts.
Cet article intitulé 2018 en radio en France est une synthèse de l'actualité du média radio en France pour l'année 2018. De même qu'en 2017 quand les champs d'investigation des chronologies radio ont été revus, on ne retiendra en général que l'actualité des radios de caractère national ou international, afin de ne pas se perdre dans les détails des radios locales.

## Stations de radio dans le monde

### Créations en 2018
| Radio   | Pays   | Commentaire                                                                                          | Date         |
| ------- | ------ | --- | ------------ |
| M Radio | France | MFM Radio change de nom pour s'appeler M Radio, avec un nouveau logo et un nouvel habillage musical. | janvier 2018 |

### Disparitions en 2018
| Radio             | Pays   | Commentaire | Date         |
| ----------------- | ------ | --- | ------------ |
| MFM Radio         | France | MFM Radio change de nom pour s'appeler M Radio, avec un nouveau logo et un nouvel habillage musical.                                           | janvier 2018 |
| Pic FM            | France | La radio associative Pic FM, propriété de 100 % Radio, disparaîtra au début de l'été, l'autorisation de changement de statut ayant été refusé. | juillet 2018 |
| La Radio Sans Pub | France | La radio associative, anciennement Horizon FM, a annoncé vouloir rendre sa fréquence au CSA français.                                          | mai 2018     |
| Radio Italiana    | France | La radio associative qui avait une antenne à Grenoble et une autre à Lyon s'est éteinte en raison de la dissolution de l'association.          | août 2018    |
| Tonic FM          | France | Pionnière des radios libres des années 1980, la radio associative a cessé d'émettre.                                                           | août 2018    |
| Chlorophylle FM   | France | La radio associative de Moulins disparaît pour devenir Plein Cœur Auvergne.                                                                    | août 2018    |

### Déménagements, extensions et décroissances des réseaux en 2018
- 19 janvier : RTL 2 s'installe dans ses nouveaux studios à Neuilly-sur-Seine[4].
- 17 mars : RTL déménage à Neuilly-sur-Seine, certaines émissions comme Les Grosses Têtes bénéficiant d'un délai supplémentaire le temps d'aménager un studio idoîne[5].
- 1er avril : Max FM, la radio grenobloise consacrée au son électro, rejoint Les Indés Radios, qui comptent désormais 131 radios adhérentes[6].
- 24 mai : l'ensemble du groupe NextRadioTV, donc RMC, déménagera à l'automne pour rejoindre le groupe Altice-SFR dans un gigantesque ensemble à Paris[7].
- 19 juin : Radio Orient est dorénavant diffusée dans les Hauts-de-France, en DAB+, sur Lille, Douai, Lens, Béthune, Dunkerque, Calais et Boulogne-sur-Mer[8].
- 19 juin : douze radios comme TSF Jazz ont démarré en DAB+ sur Lille alors qu'elles n'étaient pas accessibles par la FM[9].
- 14 septembre : après Marseille, Nice et Lille, déjà acquises à la norme DAB+, Radio FG poursuit son développement sur les agglomérations de Béthune, Lens, Arras et Douai[10].
- 7 novembre : les Indés Radios accueille dans leur GIE deux nouvelles stations de catégorie B, ce qui porte son effectif total à 133[11].
- 24 novembre : les radios de Lagardère active finissent de quitter le siège rue François-Ier pour rejoindre des locaux en bord de Seine dans le 15e arrondissement de Paris[12].
- 3 décembre : Radio Courtoisie perd l'autorisation de disposer de cinq fréquences hors de Paris (sanction non appliquée)[13].

## Actualité du média radio en 2018

### Événements judiciaires ou réglementaires
- 15 janvier : Mathieu Gallet est condamné à un an de prison avec sursis et 20 000 euros d'amende pour favoritisme lors de son passage à l'INA[14].
- 12 avril : Bruno Guillon est condamné par le tribunal correctionnel de Toulouse pour « injure publique » proférée au cours de l'émission Bruno dans la radio le 19 janvier 2015[15].
- 19 avril : Europe 1 est mise en demeure par le CSA pour des propos tenus dans l'émission Village Médias, propos qualifiés de « stéréotypes stigmatisants »[16].
- 18 juillet : le CSA français met en demeure OUI FM pour que la station respecte ses obligations en matière de chansons d'expression française[17].
- 18 juillet : le CSA français met en demeure plusieurs stations d'émettre en DAB+ car ces stations n'ont toujours pas activées d'émetteurs spécifiques depuis juin 2014[18].
- 3 octobre : en France, la Cour de cassation confirme l'amende de 300 000 euros envers Les Indés Radios, en procès contre l'Autorité de la concurrence depuis 2006[19].
- 3 octobre : Nathalie André, licenciée d'Europe 1 après une saison en 2016, obtient la condamnation de son ex-employeur aux Prud'hommes à lui verser 226 000 euros[20].

### Événements politiques
- 12 février : Renaud Muselier, président de la Région Provence-Alpes-Côte d'Azur, a décidé de supprimer toutes les subventions aux 40 radios associatives de la région[21].
- 14 février : le Conseil d'État français rejette la tentative de QPC amorcée par le SIRTI et OÜI FM à l'égard de la nouvelle réglementation sur les quotas radios[22].
- 20 mars : Radio France fait savoir que le nouvel accord d'entreprise 2018-2020 « soutient la politique volontariste de Radio France en faveur de l'égalité des chances »[23].
- 26 mars : publication de l'arrêté confirmant l'inscription de la Maison de la Radio au titre des Monuments historiques[24].
- 29 mars : Radio France pilote, depuis 2016, des partenariats de projets pour le développement culturel de pays francophones (Bénin, Haïti, Gabon, etc.)[25].
- 26 juin : Radio France et le Comité France-Chine s'associent pour promouvoir les échanges économiques et culturels entre la France et la Chine autour de la musique[26].
- 4 octobre : le rapport Bergé sur l'avenir de l'audiovisuel en France détaille la publicité à Radio France, les quotas de chansons francophones et le DAB+[27].
- du 9 au 13 octobre : 17 radios du réseau Radio Campus France organisent des consultations citoyennes dans 17 villes pour recueillir l'opinion des français concernant l'Europe[28].
- 15 octobre : Radio France signe la création d'un programme d'échanges artistiques s'appuyant sur un cercle de mécènes en Chine[29].

### Événements économiques
- 27 mars : le groupe Ouest-France, propriétaire de Hit West, annonce son entrée au capital d'Alouette, première radio régionale en France[30].
- du 21 septembre au 11 octobre : 4 550 disques vinyles sont mis en ligne par Radio France, pour la 4e édition de vente aux enchères au public[31].
- 25 septembre :  la possible évolution de la publicité à la télévision en France pourrait entraîner une perte de 576 millions d'euros pour la presse, la radio et la publicité extérieure[32].
- 5 novembre : la commission des finances de l'Assemblée nationale française augmente de 5 millions d'euros la dotation initiale pour France Médias Monde[33].

### Événements sociétaux
- 12 février : toute l'antenne de Fun Radio se déplace à Dunkerque pour vivre et faire vivre, du matin au soir, la 4e édition du Carnaval de Dunkerque[34].
- du 24 février au 4 mars : Radio France est au 55e Salon international de l'agriculture, et y réalise les émissions, interviews et chroniques des radios du Groupe[35].
- 3 mars : Nostalgie est en direct du carnaval de Nice pour y célébrer la journée de clôture[36].
- 8 mars : pour célébrer la Journée internationale des droits des femmes, FIP propose un concert au féminin à la Maison de la Radio de Paris[37].
- du 8 au 11 mars : à l'occasion de la Journée internationale des femmes, Le Grand jury et Le rendez-vous politique affichent sur RTL une programmation 100 % féminine[38].
- 9 mars : RTL diffuse en direct le concert des Enfoirés, avec des interviews avant et après le spectacle[39].
- 17 mars : à l'Auditorium de Radio France, un concert gratuit est donné pour l'ouverture de la Semaine de la langue française et de la francophonie[40].
- 20 mars : 4e édition de la Journée de la langue française dans les médias audiovisuels, à l'initiative du CSA[41].
- 22 mars : début d'une programmation, sur Radio France, consacrée au cinquantenaire des événements de Mai 68[42].
- du 23 au 25 mars : Radio France soutenant le Sidaction, plusieurs stations du groupe lancent des appels à la générosité pour mieux combattre le VIH[43].
- du 13 au 23 avril : de Paris à Lille, le Solibus sillonne la France, la Belgique et la Suisse, pour la lutte contre le Sida, avec le partenaire Radio FG[44].
- 21 juin : à l'occasion de la 37e édition de la Fête de la musique, Radio France propose, sur ses sept antennes, plusieurs événements en public[45].
- 14 juillet : Radio France place ses trois formations musicales sous la direction de François-Xavier Roth, pour le Concert de Paris au Champ-de-Mars[46].
- du 10 au 14 septembre : les 44 locales de France Bleu produisent plus de 150 heures de programmes consacrés à la 35e édition des Journées européennes du patrimoine[47].
- 11 novembre : l'Orchestre philharmonique et le Chœur de Radio France sont mobilisés pour le centenaire de l'armistice de la guerre 14-18[48].
- du 19 au 25 novembre : Radio France soutient la Semaine européenne pour l'emploi des personnes handicapées, en prévoyant des animations à la Maison de la Radio[49],[50].
- les 14, 15, 20 et 21 décembre : à l'image de ce qui se passe à Vienne, Paris et Bordeaux organisent un grand concert de Noël diffusé par Radio Classique[51].
- du 26 novembre au 14 décembre : Radio France mobilise les sept stations du groupe pour proposer des programmes en relation avec la COP24[52].

### Événements culturels
- 19 janvier : Radio FG sera le partenaire radio exclusif, pour toute l'année 2018, des 30 ans du Rex Club, l'un des clubs techno les plus influents de la planète, à Paris[53].
- 9 février : France Inter retransmet la cérémonie de la 33e édition des Victoires de la musique, présentée par Daphné Bürki[54].
- 12 février : la 23e édition des Lauriers de la radio et de la télévision, organisés par le Club Audiovisuel de Paris, se tient au théâtre Le Palace[55].
- 23 février : France Musique retransmet en direct la 25e cérémonie des Victoires de la musique classique, depuis La Grange au Lac (Haute-Savoie)[56].
- 9 au 11 mars : Aymeric Bonnery relève le défi en animant une émission en direct sur NRJ durant 45 heures[57].
- 25 et 26 avril : Mouv' est en direct du Printemps de Bourges avec la diffusion de plusieurs émissions[58].
- du 8 au 19 mai : 150 heures de programmes depuis le Festival de Cannes pour Radio France, le groupe mettant ses studios à disposition de BBC, WDR, Radio-Canada, etc[59].
- du 22 au 24 juin : Europe 1 et Virgin Radio s'associent à l'événement Solidays, le plus grand festival francilien[60].
- du 9 au 27 juillet : le Festival Radio France Occitanie Montpellier organise 175 concerts sur l'ensemble de la Région Occitanie[61].
- du 20 au 22 juillet : Europe 1 et Virgin Radio retransmettent en live la 27e édition du Festival des Vieilles Charrues[62].
- du 26 juillet au 17 août : NRJ est présente sur une quinzaine de plages dans toute la France, les Villages NRJ programmant animations, shows cadeaux et concerts[63].
- 24 août : la 18e nuit de la radio s'installe sur les hauteurs de Lussas pour faire vivre aux auditeurs une immersion sonore de grande envergure[64].
- du 7 au 9 septembre : France Bleu installe un studio sur une place de Nancy pour la 40e édition du salon national de la rentrée littéraire[65].
- 15 septembre : la tournée du NRJ Music Tour (50 villes - 2 millions de spectateurs) s'arrête pour la première fois à Maubeuge, pour un concert gratuit présenté par Cauet[66].
- du 21 au 23 septembre : Radio FG est le partenaire de la 5e édition de Dream Nation, festival éclectique proposant 50 artistes en 3 lieux et 6 scènes[67].
- 25 septembre : Radio Classique programme une journée spéciale en direct et en public depuis le Palais Garnier, pour célébrer les 350 ans de l'Opéra national de Paris[68].
- 16 novembre : immersion sonore collective pour la Nuit de la Radio au Panthéon, à l'occasion du festival « Paris en toutes lettres »[69].
- 24 et 25 novembre : une centaine d'auteurs sont attendus pour l'événement « Radio France fête le livre » à la Maison de la Radio[70].

### Événements sportifs
- 25 janvier : la troisième édition du championnat de France Universitaire de foot à 5, encouragé notamment par RMC, débute à Nice[71].
- du 9 au 25 février : RMC propose 100 heures de direct depuis la Corée du Sud, ayant acquis les droits de l'ensemble des Jeux olympiques d'hiver de 2018 à Pyeongchang[72].
- du 9 au 25 février : Radio France envoie à Pyeongchang une puissante délégation de journalistes pour les Jeux olympiques d'hiver de 2018[73].
- du 27 mai au 10 juin : Europe 1 est la radio officielle du tournoi de tennis de Roland Garros et propose la couverture de l'événement au quotidien[74].
- du 14 juin au 15 juillet : RMC bouleverse ses programmes pour diffuser la Coupe du monde de football de 2018, et toute la radio sera mise à contribution[75].
- du 7 au 29 juillet : RMC offre aux auditeurs une couverture intégrale de la 105e édition du Tour de France[76], mais c'est France Bleu la radio officielle de ce tour[77].
- 14 juillet : un partenariat entre France Galop et Radio FG permet l'existence de la Garden-party - Grand Prix de Paris sur l'hippodrome de Longchamp[78].
- 23 septembre : Radio France fête le sport avec l'ONG Play International et transforme la Maison de la Radio en terrain de jeu[79].

## Considérations techniques et progrès en 2018
- 11 janvier : Nicolas Curien, membre du CSA, affirme, sur Sud Radio, que d'ici 2019, les 2/3 du territoire français seront couverts par la RNT[80].
- 19 juin : lancement du déploiement du DAB+ en France, en commençant par les Hauts-de-France[81].
- 2 juillet : une étude récente montre que 8 % des foyers français seraient équipés pour accueillir le DAB+[82].
- 28 septembre : GfK annonce qu'entre juillet 2017 et juin 2018, plus de 100 000 récepteurs DAB+ ont été vendus en France (+ 26 % sur un an)[83].
- 22 octobre : les deux multiplex nationaux DAB+ prévus par le CSA français permettront l'arrivée de 26 nouvelles radios à diffusion nationale[84].
- 5 décembre : après Lille, Paris, Marseille et Nice, une quarantaine de radios lancent des émissions en DAB+ dans les secteurs de Lyon et Strasbourg[85].
- 17 décembre : 20 % du territoire français étant couvert par le DAB+, il y a obligation pour les fabricants d'inclure cette technologie dans les récepteurs proposés à la vente[86].

## Conférences, séminaires, salons et festivals en 2018
- du 25 au 27 janvier : le Salon de la Radio 2018 accueille les professionnels scandinaves de la radio à la Grande halle de la Villette, à Paris[87].
- du 30 janvier au 4 février : la 15e édition du festival Longueur d'ondes se tient à Brest[88].
- 24 mars : un séminaire du GRER se tient à Paris avec, au centre de la réflexion, entre décadence et renaissance, l'avenir de la radio[89].
- 24 mai : le SIRTI présente, à Paris, 21 propositions concrètes pour la future réforme de l'audiovisuel[90].
- du 24 au 26 mai : la Confédération nationale des radios associatives (CNRA) tient son 24e congrès annuel à Montpellier[91].
- du 27 au 29 juin : le Syndicat national des radios libres (SNRL) organise son 13e congrès annuel à Montpellier[92].
- 19 octobre : un séminaire organisé par le GRER à Paris entend éclairer les nouveaux comportements des jeunes envers la radio[93].
- 6 novembre : une conférence consacrée au domaine de l'audio numérique se déroule à Paris pour évoquer l'écosystème de ses technologies en 2018[94].
- 22 novembre : le festival « Médias en Seine » alimenté d'expériences, de conférences et de débats, se tient aux Échos, à France Télévisions et à la Maison de la Radio[95].

## Nominations aux postes-clés et départs en 2018
- 2 janvier : Thierry Steiner, directeur territorial de France Bleu, rejoint Lagardère Active pour y être notamment le directeur des réseaux Europe 1, RFM et Virgin Radio[96].
- 2 janvier : Stéphane Grant prend ses fonctions de délégué aux programmes et à l'antenne de France Musique, succédant à Pierre Charvet[97].
- 8 janvier : Catherine Nayl devient directrice de l'information de France Inter, Jean-Marc Four devenant directeur de l'information internationale de Radio France[98].
- 31 janvier : le CSA retire à Mathieu Gallet son mandat de président de Radio France, à la suite de sa condamnation pour favoritisme lors de son passage à l'INA[99].
- 12 février : la reconduction, par le CSA, de Marie-Christine Saragosse à la tête de France Médias Monde est annulée parce qu'elle n'a pas déclaré à temps son patrimoine[100].
- 26 février : Nicolas Curien remplace Olivier Schrameck à la présidence du CSA français, pour « raisons de santé »[101].
- 1er mars : Étienne Mougeotte quitte Radio Classique, station qu'il dirigeait depuis 2012[102].
- 29 mars : Jean-Francis Pécresse est nommé directeur de Radio Classique, ainsi que directeur de l'antenne et de l'information[103].
- 1er avril : Jacques Expert quitte la direction des programmes de RTL pour se consacrer à ses activités littéraires[104].
- 16 avril : Sibyle Veil, nommée par le CSA, prend les commandes de Radio France pour une durée de cinq ans[105].
- 18 avril : le CSA nomme Marie-Christine Saragosse à la présidence de France Médias Monde, pour une durée de cinq ans[106].
- 16 mai : Laurent Guimier arrive à Europe 1 et est nommé Vice-Président-directeur général de la station en grande difficulté[107].
- 16 mai : Guy Lagache est nommé au poste de directeur délégué aux antennes et à la stratégie éditoriale de Radio France, remplaçant ainsi Laurent Guimier[108].
- 11 juin : Marie Darson est nommée Directrice de la radio Autoroute Info, succédant à Jean-Paul Raulin, le créateur de cette radio[109].
- 21 juin : Bruno Denaes, le médiateur de Radio France, annonce, sur France Culture, son départ du groupe, faisant valoir ses droits à la retraite[110].
- 4 juillet : Denis Olivennes révèle son prochain départ de Lagardère Active en dressant un bilan positif de son action[111].
- 29 août : Emmanuelle Daviet est nommée médiatrice des antennes de Radio France[112].
- 1er septembre : Emmanuelle Daviet devient la médiatrice de Radio France[113].
- 10 septembre : Jean-Emmanuel Casalta prend ses fonctions de directeur de France Bleu, en succédant à Éric Revel[114].
- rentrée 2018 : Cécilia Ragueneau a décidé de quitter la direction de RMC, elle est remplacée par Guénaëlle Troly, actuellement à la tête de RMC Découverte et RMC Story[115].
- 15 octobre : Éric Valmir succède à Michel Polacco, nouveau retraité, au poste de secrétaire général de l'information du groupe Radio France[116].
- 21 novembre : Morgan Serrano quitte le groupe NRJ pour la direction de RMC, remplaçant à ce poste Guénaëlle Troly[117].
- 21 novembre : Gaël Sanquer quitte son poste de directeur des antennes de NRJ Group pour évoluer dans le groupe et remplacer Morgan Serrano parti sur RMC[117].

## Carrières des principaux animateurs, chroniqueurs et éditorialistes en 2018

### Premier semestre
- 8 janvier : Laurent Bazin revient à Europe 1, dans la tranche d'information du soir Europe Soir[118].
- 30 janvier : RMC annonce que le handballeur Olivier Girault quitte la station, d'un commun accord avec elle, et qu'il est remplacé par le joueur de rugby Denis Charvet[119].
- du 9 au 18 mars : durant les Jeux paralympiques d'hiver de 2018, Cyril Moré, quintuple champion olympique, rejoint la Dream team de RMC Sport[120].
- 15 mars : Yaël Goosz est nommé chef du service politique à la rédaction de France Inter, remplaçant ainsi Frédéric Métézeau[121].
- 28 mars : la chronique d'Henri Guaino sur Sud Radio est supprimée et l'éditorialiste remercié, ayant été trop partisan politiquement sur l'antenne de BFM TV[122].
- 30 avril : après six ans d'étroite collaboration, Guillaume Pley est écarté de la radio NRJ et remplacé par Aymeric Bonnery.
- 14 mai : Jean-Jérôme Bertolus devient le chef du service politique au sein de la rédaction de Franceinfo[123].
- 14 mai : Bruce Toussaint quitte la matinale de France Info pour rejoindre BFMTV[124].
- 22 mai : Guy Birenbaum annonce qu'il rejoint Laurent Guimier à la présidence d'Europe 1, en tant que conseiller du vice-président[125].
- 1er juin : Daphné Bürki, à la tête de Bonjour la France sur Europe 1, quitte la station en septembre 2018[126].
- 4 juin : Franck Ferrand met un terme à sa collaboration avec Europe 1, refusant la case qui lui était proposée le week-end[127] et rejoint Radio Classique le 2 juillet 2018[128].
- 4 juin : retirée des mains de Patrick Cohen, Nikos Aliagas récupère la matinale d'Europe 1[129].
- 12 juin : Maxime Switek, qui a fait toute sa carrière radio à Europe 1, quittera celle-ci à la fin de la saison[130].
- 15 juin : Stéphanie Loire et Jean-Philippe Doux quittent Chérie, Christophe Nicolas récupérant la matinale à la rentrée[131].
- 21 juin : Caroline Dublanche, présente sur l'antenne d'Europe 1 depuis de nombreuses années, va rejoindre RTL à la rentrée prochaine[132].
- 22 juin : le contrat de Christian Spitz arrivant à échéance, le Doc de Fun Radio affirme vouloir continuer la radio sur une autre station[133].
- 24 juin : Édouard Baer quitte Radio Nova après deux années de matinales, sans fâcherie avec la station, souhaitant refaire du théâtre[134].
- 26 juin : Jean-Michel Aphatie, qui effectuait ses interviews politiques matinales sur France Info depuis deux ans, revient sur Europe 1[135].
- 27 juin : Laurence Ferrari arrive sur Radio Classique alors que Patrick Poivre d'Arvor et Alain Duault sont sur le départ, pour la prochaine saison[136].
- 28 juin : Laurent Bazin ayant décliné ce que lui proposait Europe 1, il dit au revoir en direct dans son journal et quitte la station cette année[137].
- 29 juin : Sébastien Cauet anime sa dernière émission sur Virgin Radio, car il quitte la station après une seule saison[138].
- 29 juin : Philippe Vandel sera à la tête d'une grande tranche d'informations entre 18 h et 20 h les week-end de la prochaine saison d'Europe 1[139].
- 29 juin : Bernard Guetta décide de ne pas poursuivre, à la rentrée, la chronique géopolitique de la matinale de France Inter qu'il présentait depuis 27 ans[140].

### Deuxième semestre
- 6 juillet : Nicolas Poincaré, en poste depuis 2011, se voit notifier brusquement son départ d'Europe 1[141].
- 12 juillet : Édouard Baer rejoint France Inter à la rentrée pour une émission hebdomadaire le dimanche soir[142].
- 12 juillet : Fabrice d'Almeida succède à Franck Ferrand en devenant le consultant histoire d'Europe 1[143].
- 13 juillet : les chroniques d'Éric Zemmour disparaissent de la matinale de RTL la saison prochaine, le polémiste ayant été ensuite remercié[144],[145].
- 15 juillet : Jean-Michel Larqué met un terme à sa carrière médiatique à l'issue de la Coupe du monde de football en Russie[146].
- 6 août : Alice Darfeuille ayant quitté Canal+, elle entre en fonction à Europe 1 pour présenter la revue de presse dans la matinale[147].
- 10 août : Denis Balbir est le nouvel animateur de l'émission On refait le match sur RTL, à la place de Pascal Praud[148].
- 26 août : Vincent Cerutti arrive sur M Radio à la rentrée 2018, pour animer la tranche de la fin d'après-midi[149].
- 27 août : Marc Fauvelle succède à Bruce Toussaint à la matinale de France Info[150].
- 27 août : Sébastien Cauet est de retour sur NRJ pour animer les fins d'après-midi[151].
- 27 août : Pierre Haski est le nouveau journaliste présentant la chronique géopolitique dans le 7/9 de France Inter[152].
- 8 septembre : Bernard Montiel, qui a quitté M Radio, débute sur RFM en effectuant des interviews de personnalités le week-end[153].
- 15 septembre : Didier Roustan, qui intervenait sur Europe 1 la saison dernière, est une nouvelle voix pour le football à RTL[154].
- 21 septembre : Jean-Rémi Baudot vient d'être recruté par Europe 1 pour s'occuper du suivi de l'Élysée[155].
- 22 septembre : Sophie Davant arrive sur M Radio pour animer l'émission Ravie de vous rencontrer chaque samedi midi[156].
- 2 octobre : Julia Martin annonce qu'elle rejoint RTL après 13 années passées à Europe 1, pour accompagner notamment Yves Calvi sur la matinale[157].
- 17 novembre : la direction de France Inter annonce l'éviction de Frédéric Beigbeder, du fait d'une chronique improvisée[158].
- 30 novembre : Michel Polacco, ancien directeur de France Info et spécialiste de l'aéronautique à Radio France, prend sa retraite[159].
- 1er décembre : Raphaël Glucksmann quitte France Inter pour se consacrer à son parti politique Place publique[160].
- 3 décembre : Jean-François Pérès prend ses nouvelles fonctions de chef du service des sports d'Europe 1 en remplaçant Simon Ruben[161].
- 5 décembre : Jean-Philippe Baille annonce à ses équipes qu'il quitte RTL pour rejoindre franceinfo[162].
- 7 décembre : Laurence Boccolini annonce son départ d'Europe 1 pour le 21 décembre 2018, seulement 4 mois après son retour à l'antenne[163].

## Prix en 2018
Les principaux prix décernés en 2018 mettent à l'honneur les personnalités suivantes :

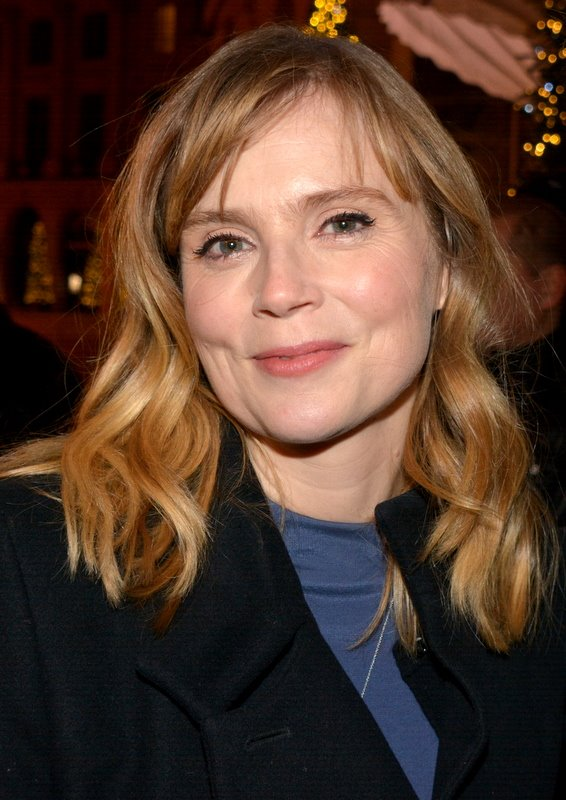
Isabelle Carré en 2016.
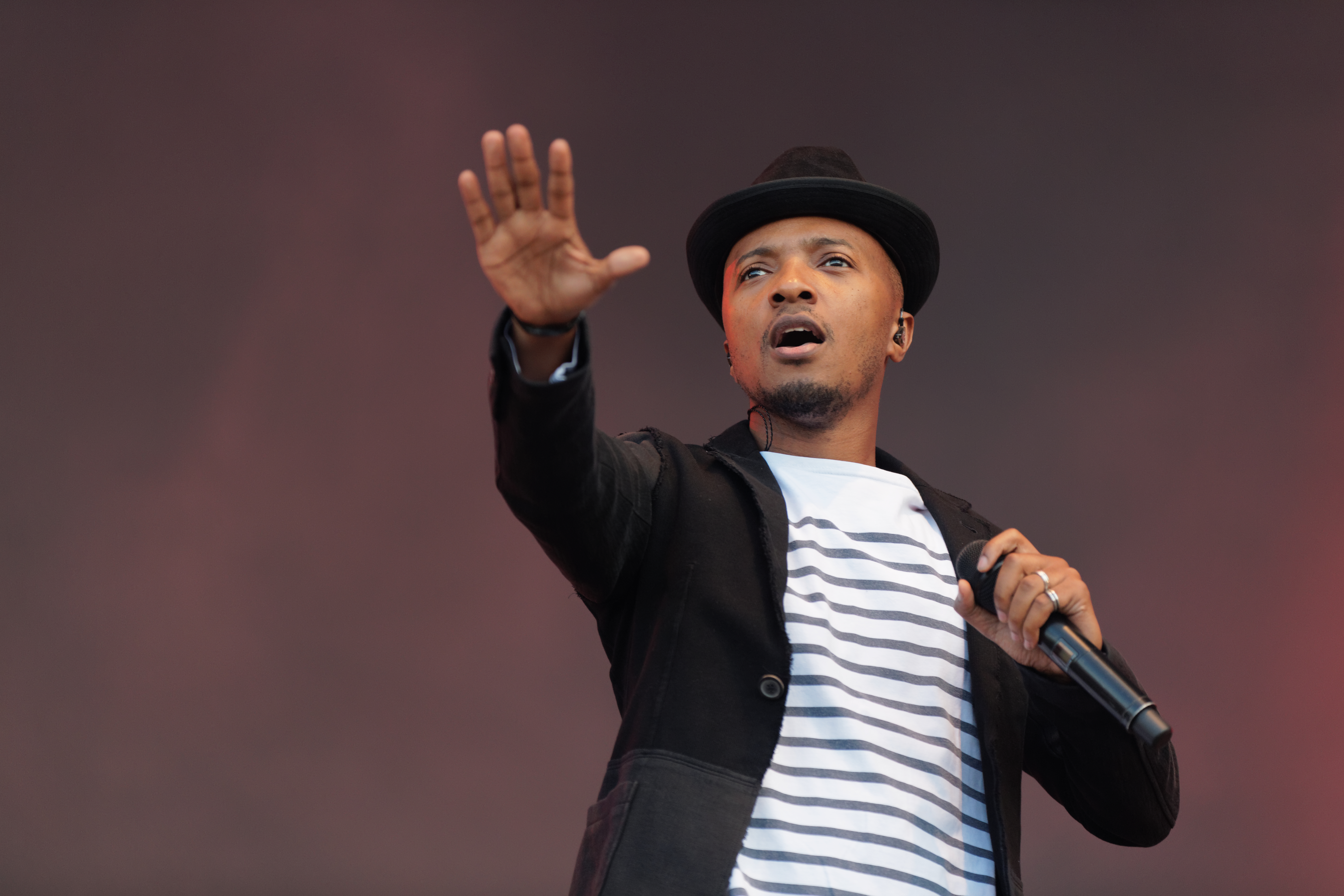
Soprano en 2015.
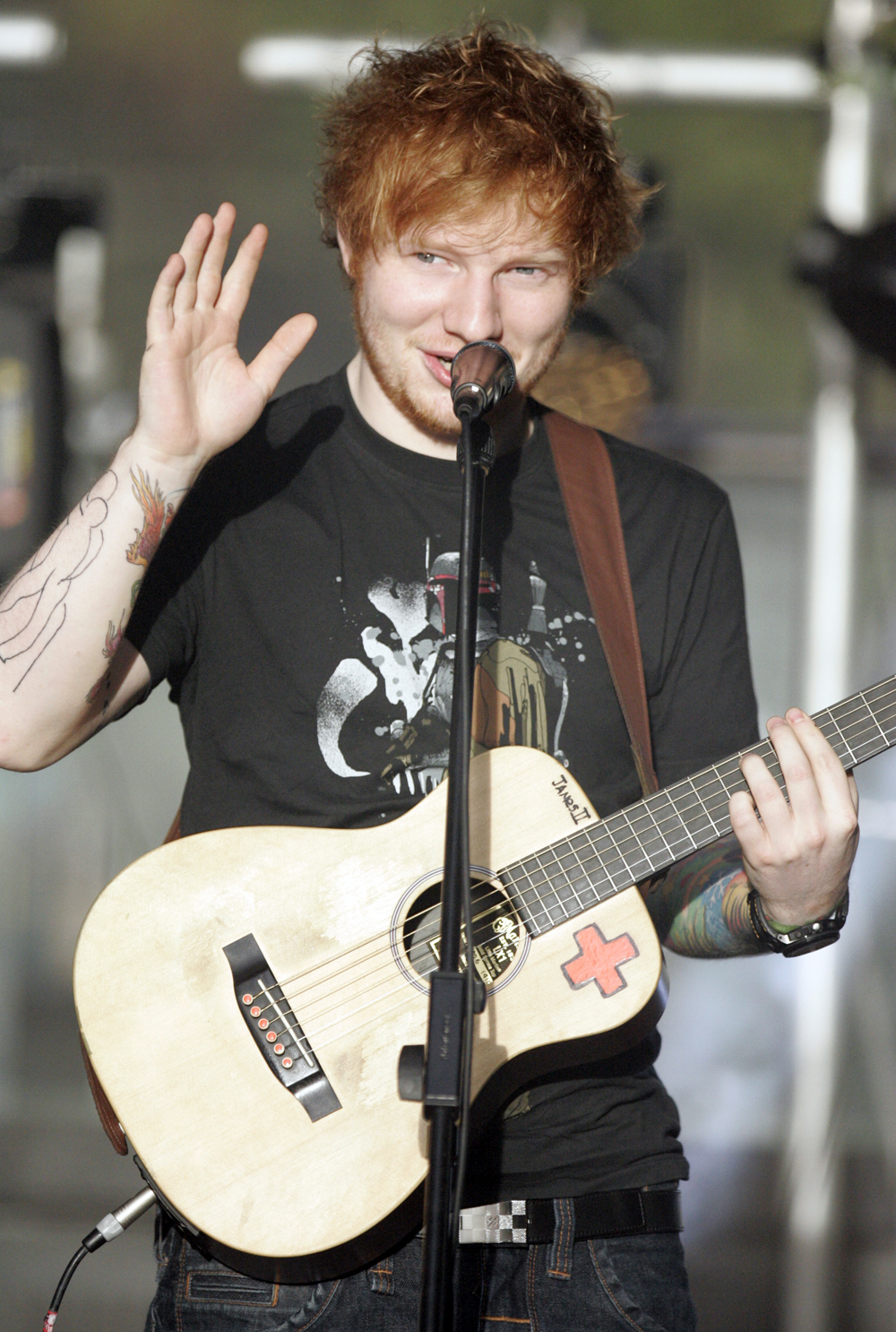
Ed Sheeran en 2013.
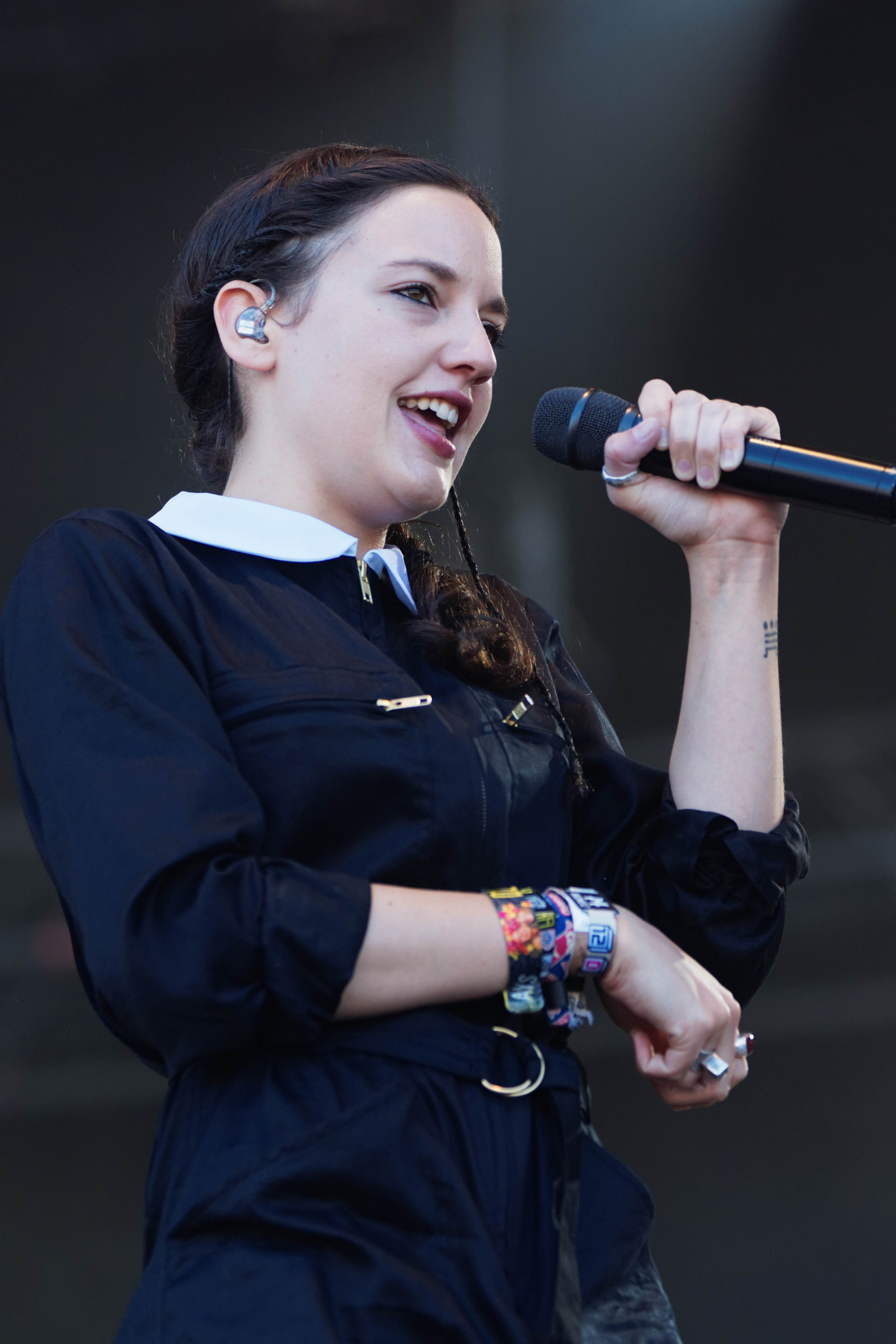
Jain en 2016.
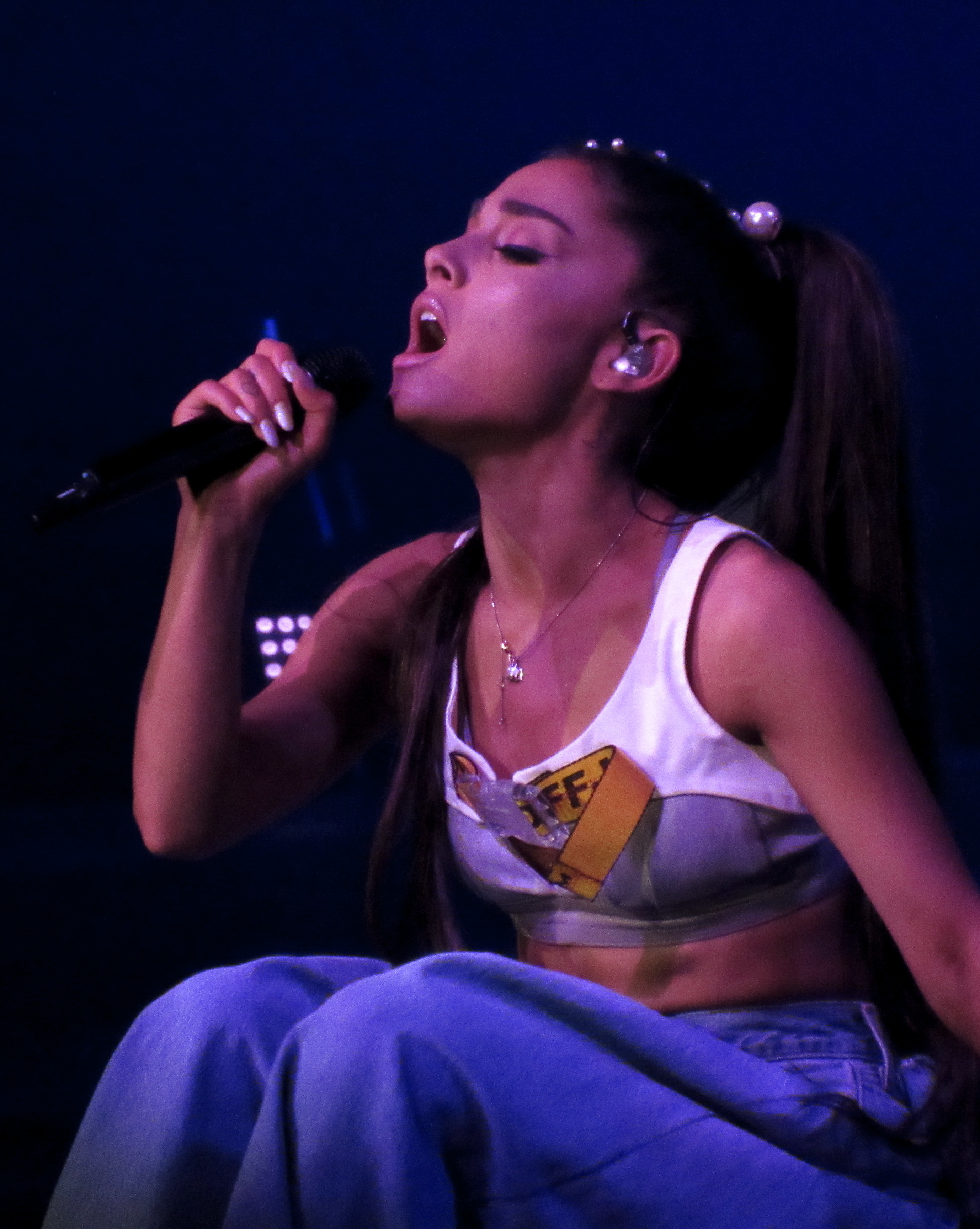
Ariana Grande en 2017.
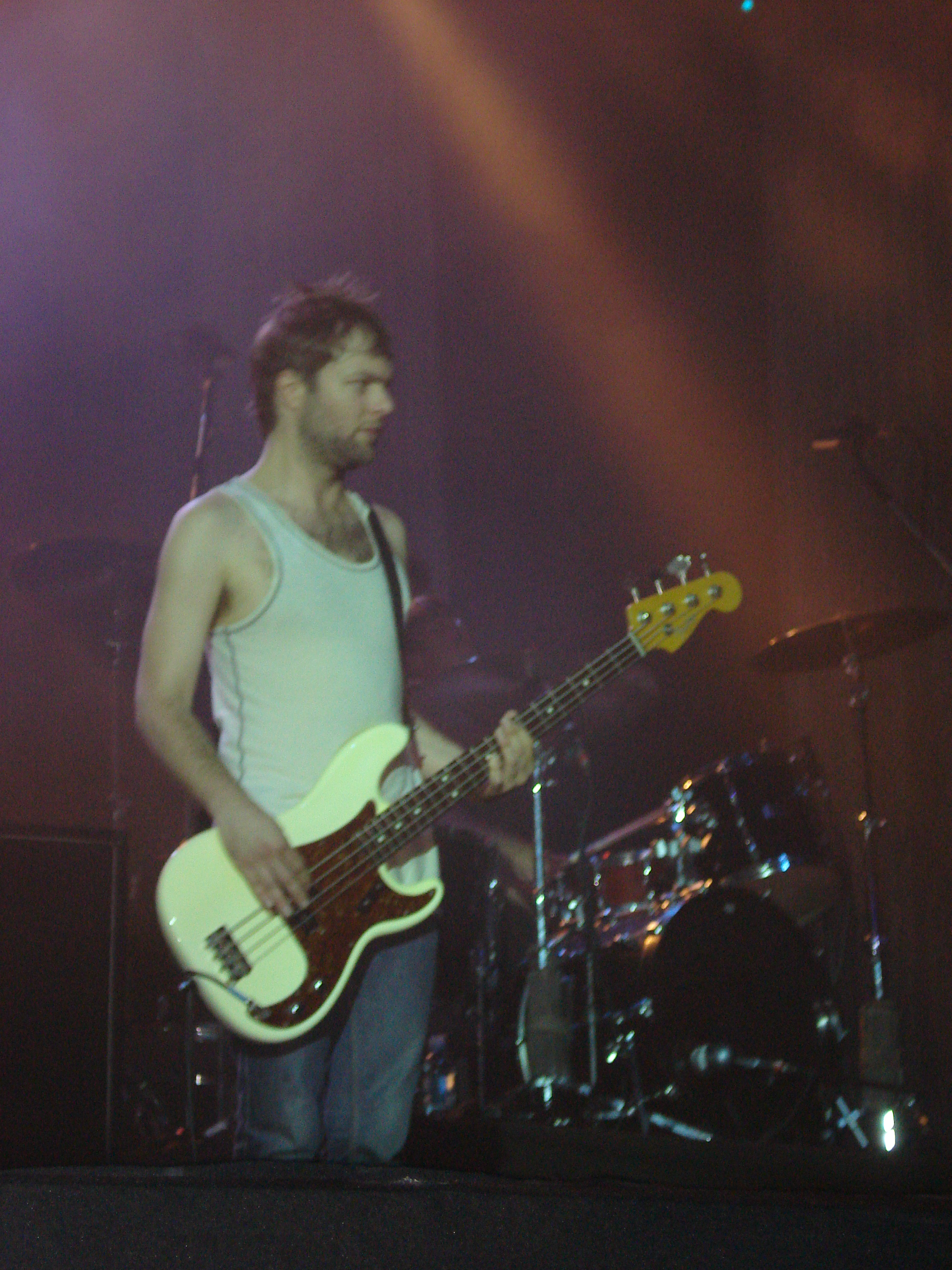
Maroon 5 en 2008.
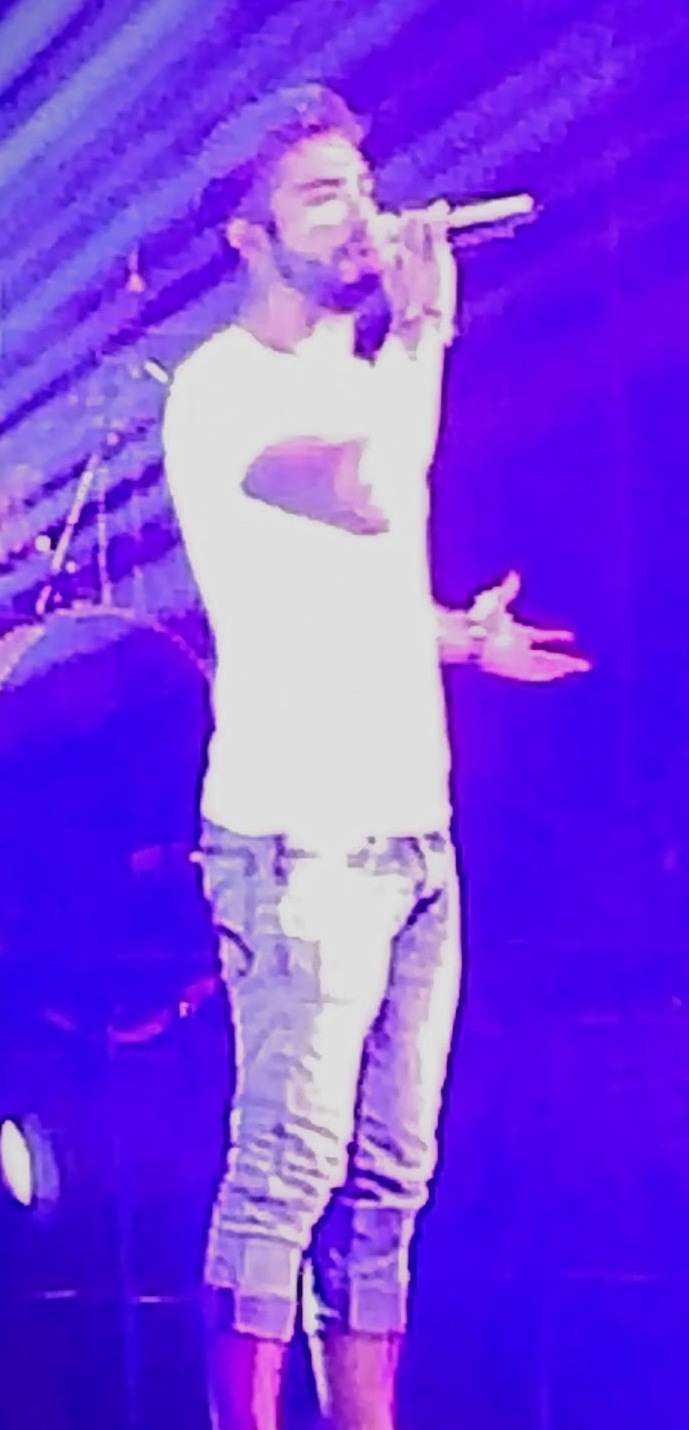
Kendji Girac en 2015.
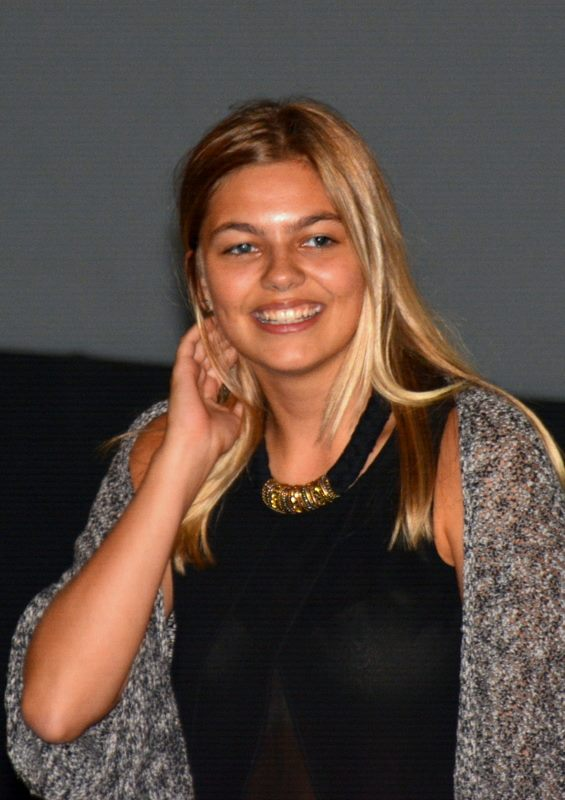
Louane en 2014.

### Prix RFI
- Prix RFI Charles Lescaut : la lauréate de l'édition 2018 se nomme Charlotte Lalanne, qui obtient donc un contrat d'un an sur RFI[164].
- Prix RFI Instrumental : les lauréats, récompensés le 13 juin 2018, sont Alexis Pivot, Benjamin Grossmann et Jeremy Piccirilli[165].

### Prix Radio France
- Prix France Info de la bande dessinée d'actualité et de reportage : attribué en 2018 à Brigade des mineurs : immersion au cœur de la brigade de protection des mineurs de Raynal Pellicier (scénario) et Titwane (dessin), paru aux Éditions de la Martinière[166].
- Prix du livre Inter : le lauréat du prix en 2018 est David Lopez pour son livre Fief paru aux Éditions du Seuil[167].
- Prix BD du livre politique 2018 : Jessica Oublié et Marie-Ange Rousseau, Peyi An Nou, Steinkis, coll. « romans graphiques », 2017, 208 p.
- Prix du Roman des étudiants France Culture-Télérama 2018 : l'ouvrage primé est Ça raconte Sarah de Pauline Delabroy-Allard[168].

### Prix RTL
- Grand Prix RTL-Lire : Isabelle Carré est récompensée en mars 2018 pour son livre Les Rêveurs, paru aux Éditions Grasset & Fasquelle[169].
- Grand Prix RTL-Auto Plus : au Salon de Genève 2018, le grand prix de la meilleure voiture de série est revenu à la Peugeot 508[170].
- Grand prix RTL de la bande dessinée : Pierre-Henry Gomont remporte ce prix en novembre 2018 pour Malaterre, paru aux Éditions Dargaud[171].
- Album RTL de l'année : Louane remporte le prix 2018 parmi cinq albums choisis par des internautes[172].

### Prix RMC
- Bourse RMC Sport - Marc Van Moere : le lauréat 2018 du concours, qui avait pour thème « la pratique du sport à Paris », est Maxime Taldir, issu de l'IUT de Tours[173].

### Prix Europe 1
- Bourse Lauga-Delmas : Claudia Bertram de l'ESJ de Lille a remporté cette bourse le 6 avril 2018, elle bénéficiera d'un CDD au sein du service reportage d'Europe 1[174].

### Prix NRJ
- Prix de la Fondation NRJ-Institut de France : le 30 mai 2018, ce prix doté de 150 000 euros est remis au Docteur Homaira Nawabi pour ses travaux en neurosciences[175].
- Concours NRJ Talent - Spécial cover : Philippine remporte le concours parrainé en 2018 par l'artiste Slimane[176].
- NRJ Music Awards 2018 : les principaux gagnants récompensés le 11 novembre 2018 sont Soprano, Ed Sheeran, Jain, Ariana Grande, Maroon 5, Kendji Girac[177].

### Prix Fun Radio
- Fun Radio DJ Awards 2018 : depuis Amsterdam, ont notamment été récompensés DJ Snake, Armin Van Buuren, David Guetta x Martin Garrix, Marshmello et DJ Hugel[178].

### Prix Radio Nova
- Prix SACD - Radio Nova : le 12 juin 2018, le jury a récompensé Brice Andlauer, Nathalie Sabato, Mariannick Bellot, Anne-Claude Romarie, Laurent Cruel et Guillaume Abgrall[179].

### Autres prix en 2018
- Jeunes talents de la radio et du net : le Salon de la radio & Audio digital a départagé, le 26 janvier 2018, neuf finalistes réunis à la Grande halle de La Villette[180] :
  - catégorie animateurs : Axel Perrier (Radio Nîmes) remporte le prix du jeune talent d'animateur radio 2018, à 15 ans ;
  - catégorie chroniqueurs : Trina Mac-Dinh (Voltage FM) remporte le prix du jeune talent de chroniqueuse radio 2018, à 35 ans ;
  - catégorie journalistes : Meven Le Moign (RCI Guadeloupe) remporte le prix du jeune talent de journaliste radio 2018, à 30 ans.
- Grand Prix Radio du message publicitaire (RadioPub Awards) : le lauréat 2018 est le studio Jingle For You pour la campagne « Rendez-vous déco » diffusée sur M Radio[181].
- Laurier Information Radio : Bernard Poirette s'est vu décerner ce prix instauré par le Club Audiovisuel de Paris, le 12 février 2018, depuis le théâtre Le Palace[182].
- Prix SACD radio 2018 : Katell Gaillou en est le lauréat, et Daniel Martin-Borret le nouveau talent[183].
- Prix Philippe Chaffanjon 2018 (catégorie reportage français) : Stéphanie Trouillard reçoit le prix pour « Les lettres retrouvées de Louise Pikovsky »[184].
- Prix Bayeux des correspondants de guerre 2018 (catégorie radio) : Gwendoline Debono remporte le prix pour un reportage dans un camp de femmes djihadistes en Syrie[185].
- Prix Varenne de la radio 2018 : Anaïs Bouisson (RTL) pour « 24 heures en Ehpad, le lourd quotidien des soignants »[186].

## Distinctions en 2018
Les distinctions survenues en 2018, qu'elles soient institutionnelles ou non, mettent à l'honneur les personnalités suivantes :
- François-Xavier Szymczak, producteur à France Musique, est nommé Chevalier des Arts et des Lettres en avril 2018[187].
- Catherine Nayl, directrice de l'information à France Inter, est nommée Chevalier de la Légion d'honneur le 13 juillet 2018[188].

## Anniversaires en 2018
- 5 mars : le journaliste Jean Rességuié célèbre ses 30 ans d'antenne sur RMC[189].
- 7 et 8 avril : le Chœur de Radio France fête ses 70 ans à la Maison de la Radio[190].
- 24 avril : pour les 45 ans de l'émission de Georges Lang, Les Nocturnes de RTL, la station sort un coffret de quatre CD regroupant les coups de cœur de l'animateur[191].
- 29 mai : Le jeu des 1000 euros a 60 ans, et à cette occasion, une boîte de jeu aux couleurs de l'émission est mise en vente[192].
- 27 juin : Franck Ferrand fête la 1500e émission Au cœur de l'histoire et ses 15 années sur les ondes d'Europe 1, cette émission disparaissant de la grille à la rentrée[193].

## Décès en 2018
- Pierre Péchin, célèbre pour ses nombreux canulars téléphoniques sur Europe 1 et sur RMC, est mort le 29 janvier 2018 à son domicile de Marly-le-Roi, à l'âge de 70 ans[194].
- Jean-Charles Aschero, animateur sur France Inter entre 1976 et 1996, est mort à Paris le 4 avril 2018 à l'âge de 72 ans[195].
- Franck Bauer, qui fut le speaker français de Radio-Londres en 1941, est mort le 6 avril 2018 à l'hôpital du Cateau-Cambrésis, à l'âge de 99 ans[196].
- Patrick Font, humoriste et chansonnier français, notamment sur France Inter, est mort le 6 avril 2018 à Chambéry, à l'âge de 77 ans[197].
- Fred Kassak, auteur d'une vingtaine de fictions pour Les Maîtres du mystère sur France Inter, est mort le 12 avril 2018 d'un cancer fulgurant à l'âge de 90 ans[198].
- Pierre Bellemare, pionnier des programmes de radio, en France, comme producteur et animateur, est mort le 26 mai 2018 à l'hôpital Foch de Suresnes à l'âge de 88 ans[199].
- Liliane Montevecchi, sociétaire des Grosses Têtes depuis décembre 2015, est morte le 29 juin 2018 à New York à l'âge de 85 ans[200].
- Jocelyne Tournet-Lammer, historienne et chercheuse en communication, entrée en 1966 au Service de la Recherche de l'ORTF, est morte en septembre 2018[201].
- Jean Chapron, l'homme de radio à l'origine d'Alouette et de Ouest FM, est mort le 12 septembre 2018 à la suite d'une longue maladie, à l'âge de 67 ans[202].
- Pascale Casanova, l'auteur et la voix durant 13 ans de l'émission L'Atelier littéraire sur France Culture, est morte le 29 septembre 2018 à l'âge de 59 ans[203].
- Antoine Sfeir, politologue franco-libanais spécialiste du monde arabe, consultant sur Europe 1 et BFM Business, est mort d'un cancer le 1er octobre 2018 à l'âge de 69 ans[204].
- Jean Lanzi, journaliste à Paris-Inter dans les années 1960, est mort à l'hôpital de Montpellier le 9 octobre 2018 à l'âge de 84 ans[205].
- Yvan Blot, haut fonctionnaire français ayant été animateur sur Radio Courtoisie entre 2016 et 2018, est mort le 10 octobre 2018 à l'âge de 70 ans[206].
- Philippe Gildas, grande figure de la radio au début de sa carrière, est mort des suites d'un cancer, le 28 octobre 2018, à l'âge de 82 ans[207].
- Jean-Loup Rivière, producteur de l'Atelier de création radiophonique sur France Culture de 1973 à 1983, est mort le 23 novembre 2018, à l'âge de 70 ans[208].
- Jacques Verdier, ancien consultant sportif sur RMC, est mort en faisant son footing le 15 décembre 2018, à l'âge de 61 ans[209].

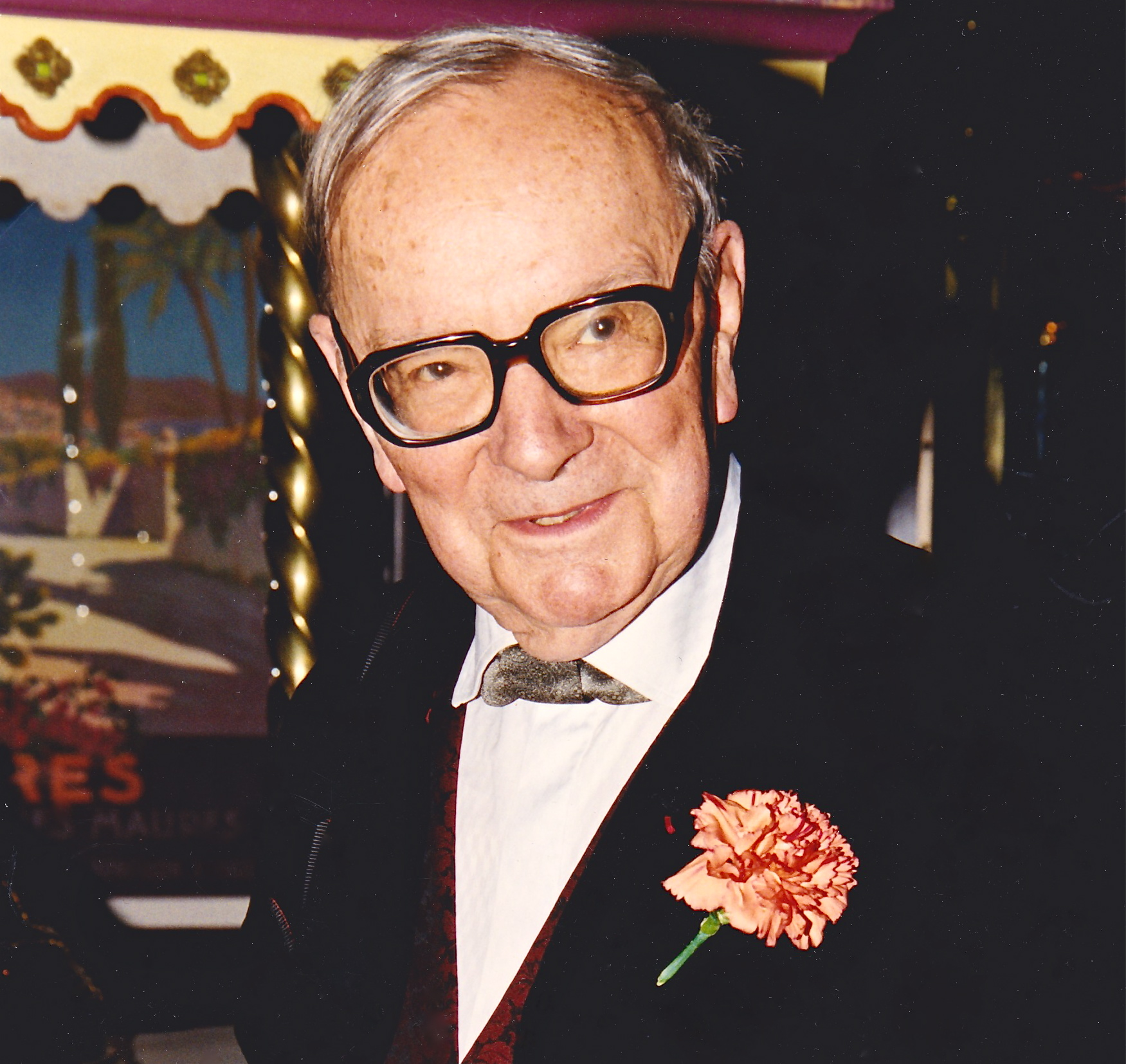
Franck Bauer en 2018.
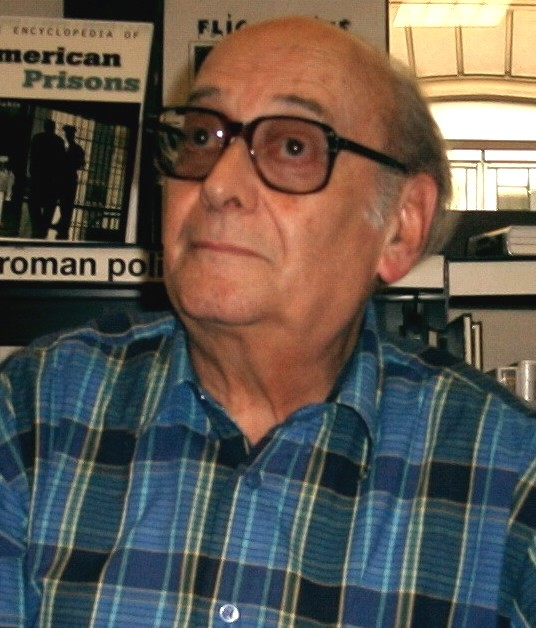
Fred Kassak en 2005.
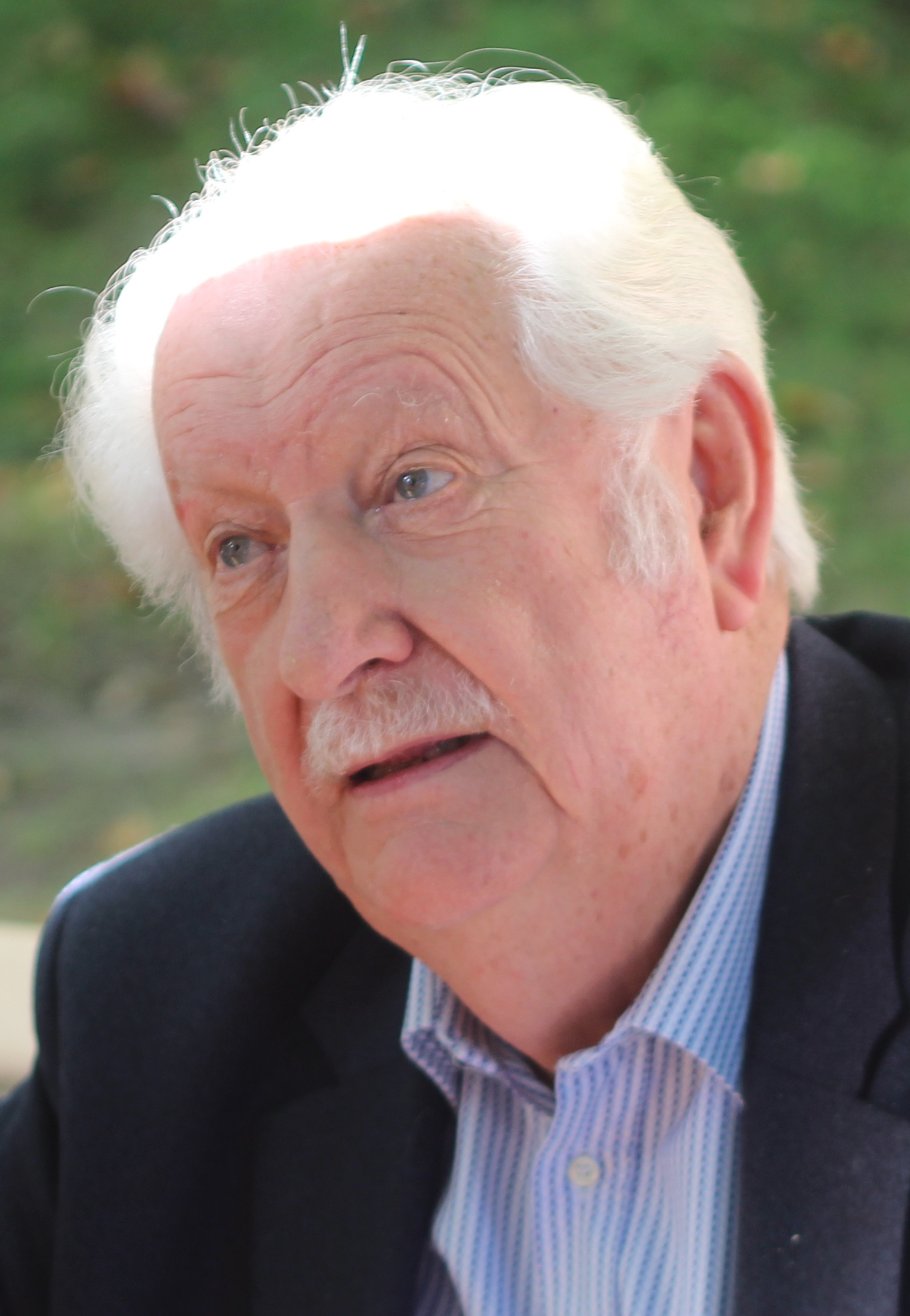
Pierre Bellemare en 2014.
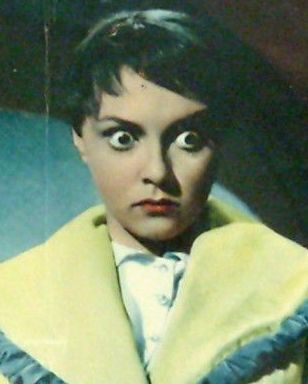
Liliane Montevecchi en 1957.
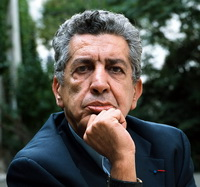
Antoine Sfeir en 2006.
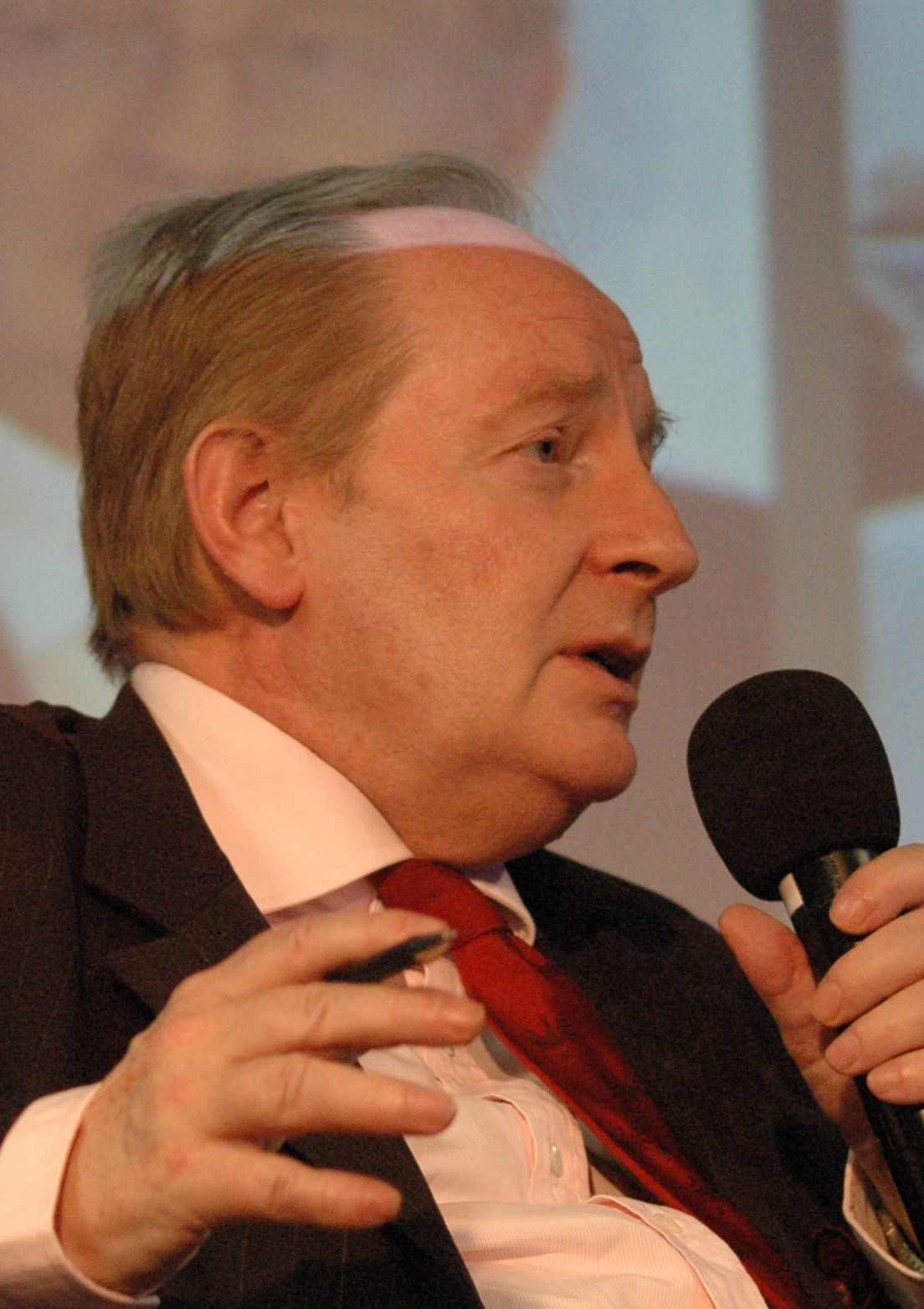
Yvan Blot en 2012.
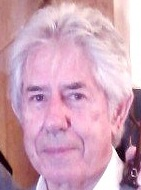
Philippe Gildas en 2010.